# Joan Martí i Castell
Joan Martí i Castell (Tarragona, 17 de novembre de 1945) és catedràtic emèrit de Filologia Catalana de la Universitat Rovira i Virgili de Tarragona, de la qual ha estat el primer rector (1992-1998). És membre numerari de l'Institut d'Estudis Catalans des de 1992. Ha estat president de la Secció Filològica de l'Institut d'Estudis Catalans (2002-2010). És president de la Comissió de Lexicografia de la Secció Filològica de l'Institut d'Estudis Catalans, des de 2015. Ha estat elegit membre d'Honor de la Reial Acadèmia de la Llengua Basca-Euskaltzaindia. És membre de la Comissió Permanent del Consell Social de la Llengua Catalana de la Generalitat de Catalunya. És membre del Consell Social de la Llengua de Signes Catalana de la Generalitat de Catalunya. És membre del Consell Assessor del Centre de Temes d'Estudis Contemporanis de la Generalitat de Catalunya.
Llicenciat en Filologia Romànica per la Universitat de Barcelona l'any 1967, aconsegueix el doctorat el 1973 per la mateixa universitat i el de Lingue e letterature straniere per la Universitat La Sapienza de Roma.
Ha estat també rector fundador i el primer president de l'Institut Interuniversitari Joan Lluís Vives (1994-1998), avui Xarxa Vives d'Universitats.
Ha desenvolupat una tasca important de recerca en l'àmbit de la dialectologia social i en l'equip de l'Atles lingüístic del domini català, en l'àmbit d'història social de la llengua, en el de sociolingüística i lexicografia. Ha estat coordinador de l'àrea científica Llengua i Ensenyament del II Congrés Internacional de la Llengua Catalana (1986). Ha estat president de la Societat Catalana de Llengua i Literatura (1990-1995). Ha estat president del Consell Supervisor del Centre de Terminologia de Catalana (TERMCAT). Ha estat membre del Consell de Direcció del TERMCAT (2002-2010). És membre de la Comissió d'Experts de l'Observatori de la Llengua Catalana, des de 2003. És membre del Consell de Redacció d'Estudis Romànics. Membre del Comitè Científic de Cadernos de Fraseologia Galega, de la Xunta de Galicia. És membre del Consell de Redacció i Assessor d'Euskera. Trabajos y actas de la Real Academia de la Lengua Vasca. Membre del Consell Científic de Terminàlia, revista de la Societat Catalana de Terminologia. Membre del Conseil du Centre d'Études Catalanes de la Universitat Paris-Sorbonne (França). És membre de la Comissió de Seguiment de la Xarxa d'Excel·lència Europea TRAMICTEK. Membre fundador del Grup Català de Sociolingüística (1974). Ha estat president de la Fundació Congrés de Cultura Catalana (2000-2003). És patró de la Fundació Congrés de Cultura Catalana. Ha estat patró de la Fundació Mercè Rodoreda de l'Institut d'Estudis Catalans (2002-2010). Membre fundador de l'Institut de Projecció Exterior de la Cultura Catalana. És membre de la Junta Consultiva de la Universitat Rovira i Virgili de Tarragona.
Se li ha atorgat la Medalla de la Ciutat de Tarragona, en reconeixement de la seva labor com a rector de la Universitat Rovira i Virgili de Tarragona. Se li ha atorgat la Medalla de l'Institut Interuniversitari Joan Lluís Vives en reconeixement de la seva labor com a primer president. Se li ha atorgat la Medalla de la Universitat Rovira i Virgili de Tarragona en reconeixement de la seva labor com a rector. Se li ha atorgat el diploma distintiu de rector fundador de la Xarxa Vives d'Universitats. És membre del Senat Tarragoní.
El Govern de la Generalitat de Catalunya li va concedir la Creu de Sant Jordi l'11 d'abril de 2017. Des de 2017 és membre de la Reial Acadèmia de Bones Lletres de Barcelona.